# مخابرات نوری
مخابرات نوری عبارت است از هر فرم انتقال اطلاعات که در آن نور واسط انتقال داده باشد. کانال چنین ارتباطی می‌تواند فضای آزاد، هوا یا فیبر نوری باشد. این فناوری با پیدایش و اختراع لیزر و فیبر نوری ایجاد شد.

## تاریخچه
تا اواسط دههٔ ۱۹۷۰ میلادی تمام ارتباطات بر مبنای پیام‌رسانی توسط سیم‌های الکتریکی یا بسامدهای رادیویی میکروموج یا موج رادیویی بود که آن‌هم از طریق انتشار موج الکترومغناطیسی در فضا صورت می‌گرفت. روشن بود که موج نور باید این کار را انجام دهد اما این مهم انجام نشده بود. دو عامل مهم برای به تأخیر افتادن این امر یکی اختراع وسیله‌ای بود که منبع نوری‌ای باشد که نور را با آهنگ بسیار بالایی روشن و خاموش کند تا سیگنال پیام تولید شود. عامل دیگر مانع‌های بر سر راه نور است که باعث از بین رفتن پیام می‌شوند. این عامل‌ها مانند ابر و گرد و غبار و دود و مه می‌باشند.
بر خلاف موج رادیویی و میکرو، نور برای ارسال در فضا مناسب نیست. ارتباطات نوری امروزه به جایگاه ویژه‌ای دست پیدا کرده‌است. امروزه در کابردهای بسیار ترجیح بر ارتباط نوری است. این کاربردها انتقال داده، صوت و ویدئو، دورسنجی و شبکه‌های محلی، ارتباط‌های راه دور و شبکهٔ اینترنت است. فناوری موج نوری به کاربر این قابلیت را می‌دهد که حجم زیادی از داده را جابه‌جا کند و از تابش الکترومغناطیسی در امان بماند و نصب ساده‌ای هم داشته باشند. فناوری انتقال داده توسط فیبرنوری به خانه‌ها همFTTH نامیده می‌شود. دو اختراع در حوزهٔ دانش فوتونیک بوده‌است که راه مخابرات نوری را هموار کرده‌است. پیش‌برد دیودهای نورگسیل و توسعهٔ فناوری فیبر نوری کم‌اتلاف به عنوان رسانای نوری، این دو امر هستند. دریابه‌های نوری (حسگر) نیز گرچه از مدت‌ها پیش استفاده می‌شدن اما امروزه آن‌ها هم بسیار پیشرفته‌تر شده‌اند.
اختراع لیزر در ۱۹۶۰ نخستین گام مهم ارتباطات نوری است که بعدها اولین نسل فیبرهای ارتباط نوری با به‌کارگیری LEDها به عنوان منبع نوری شروع به کار کردند. با این حال اکثر سامانه‌های ارتباط نوری مانند فیبرهای نوری تک مدارتباط راه دور و ارتباط راه کوتاه فضایی به این صورت هستند که از ویژگی‌هایی مانند توان بالای اپتیکی و پهنای پالس باریک و مستقیم بودن بهره می‌برند.

## شیوه کار
در مخابرات فیبر نوری، نور مورد استفاده عموماً لیزر با طول موج حدود ۱۵۰۰ نانومتر است که بسته به کاربرد، بردهای مختلفی دارد.
مخابرات نوری به صورت اشتراک فرکانسی و اشتراک زمانی انجام می‌شود و فیبر می‌تواند تک-مد یا چند-مد باشد.